# Horst Saalfeld
Horst Saalfeld (* 19. November 1920 in Königsberg, Preußen; † 21. März 2022 in Hamburg) war ein deutscher Mineraloge und Kristallograph.

## Leben und Wirken
Horst Saalfeld machte 1939 das Abitur in Marburg und studierte nach seinem Arbeitsdienst und Wehrdienst im Zweiten Weltkrieg sowie Kriegsgefangenschaft ab 1945 Naturwissenschaften und speziell Mineralogie in Marburg und wurde dort 1950 bei Fritz Laves und Heinz Jagodzinski promoviert (Zu den Strukturbesonderheiten der K-Na-Feldspäte in Abhängigkeit von ihrem Na-Gehalt). Ab 1952 war er am Max-Planck-Institut für Silikatforschung in Würzburg, an dem er sich 1959 habilitierte (Strukturen des Hydrargillits und der Zwischenstufen beim Entwässern). 1960 wurde er Professor für Strukturforschung an der Universität des Saarlandes in Saarbrücken und 1963 Professor für Mineralogie und Petrographie an der Universität Hamburg. 1968/69 war er Dekan der Mathematisch-Naturwissenschaftlichen Fakultät. 1986 wurde er emeritiert.
1995 wurde er Ehrenmitglied der Deutschen Mineralogischen Gesellschaft, deren Vorsitzender er von 1972 bis 1974 und deren Schatzmeister er bis 1993 war. Er ist seit 1985 Mitglied der Joachim-Jungius-Gesellschaft (1988 bis 1994 deren Vizepräsident) und seit 2005 der Akademie der Wissenschaften in Hamburg.
Von ihm stammen rund 100 wissenschaftliche Veröffentlichungen.
Er war ab 1982 Redakteur des Neuen Jahrbuchs für Mineralogie. 1984 organisierte er den Kongress der International Union of Crystallography in Hamburg.
Horst Saalfeld starb am 21. März 2022 im Alter von 101 Jahren in Hamburg.